# Ilse Koolhaas
Ilse Koolhaas (Ouderkerk aan de Amstel, 11 juni 1997) is een Nederlandse waterpolospeler die sinds 2020 weer uitkomt voor Vouliagmeni in Griekenland.  Eerder speelde ze voor De Snippen (-2007), HZC De Robben (2007-2011), ZVL Leiden (2011-2016), Vouliagmeni (2016-2018), Orizzonte Catania (2018-2019), en ZV de Zaan (2019-2020).
Met ZVL behaalde Koolhaas de Nederlandse landstitel in 2014 en 2016, en won de KNZB beker in 2012, 2013, 2014 en 2015. Met Orizzonte Catania won ze het Italiaanse kampioenschap in 2018 en de LEN Cup in 2019.
Koolhaas debuteerde in 2017 in het Nederlands seniorenteam en vertegenwoordigde Nederland onder meer op de Europese kampioenschappen van 2018, waar goud werd behaald.

## Internationale erelijst
- 2018:  World League Kunshan (China)
- 2018:  EK Barcelona (Spanje)
- 2022:  WK Boedapest (Hongarije)